# Ödemarksprästen (film)
Ödemarksprästen är en svensk dramafilm från 1946 i regi av Gösta Folke. I huvudrollerna ses Olof Widgren, Birgit Tengroth och Arnold Sjöstrand.

## Handling
Filmen utspelar sig under tidigt 1700-tal. Prästen Martin Ryselius (Olof Widgren) har blivit änkling och står ensam med en ettårig dotter. Han söker mening i tillvaron genom att bege sig norrut i Sverige för en prästtjänst i fjällvärlden.
Den tidigare prästen Tarvolander (Carl Ström) är en elak man, som befaller Ryselius att gifta sig med hans dotter Kristina (Birgit Tengroth). Ryselius vägrar dock och som en följd av detta blir han utstött i lokalsamhället. Han söker sig till den hänsynslöse gruvägaren von Wessing (Arnold Sjöstrand), som också är hans uppdragsgivare. von Wessing är djupt hatad av folket och genom Kristina inser Martin, att han inte kan vara hantlangare åt en sådan tvivelaktig person.
Martin och Kristina gifter sig och samma dag blir Martin ledare för ett folkligt uppror mot von Wessing, som reagerar med ilska. I ett försök att hämnas på Martin rövar von Wessing bort Kristina. Martin söker upp von Wessing och de två möts i en duell, som slutar med att von Wessing avlider.

## Rollista
- Olof Widgren – Martin Ryselius, präst i Sedvajokk
- Birgit Tengroth – Kristina Tarvolander
- Arnold Sjöstrand – kapten Rutger von Wessing
- Carl Ström – Tarvolander, präst, Kristinas far
- Björn Berglund – Tomas Kosoin
- Åke Claesson – Carl von Linné
- Kolbjörn Knudsen – Huggen, sadistisk gruvförman
- Anders Nyström – Carl Rutger von Wessing, Rutger von Wessings son
- Mona Eriksson – Hedda-Lisa Ryselius, Martins dotter

Ej krediterade
- Torgny Anderberg – Sjul Kosoin, Tomas bror
- Nine-Christine Jönsson – Sofia, kammarjungfru till von Wessing
- Erik Forslund – gruvarbetaren Nils Umma
- Hanny Schedin – kvinna i gruvan
- Chris Wahlström – piga
- Uno Larsson – gruvarbetare
- John W. Björling – gruvarbetare

## Om filmen
Filmens förlaga var romanen Ödemarksprästen av Harald Hornborg. Ett första filmmanus skrevs av Rune Waldekranz men byttes senare ut mot ett av Rune Lindström. Lindströms manus skilde sig markant från förlagan och var i det närmaste att betrakta som ett originalmanus. Hilding Rosenberg komponerade musiken, Göran Strindberg var fotograf och Lennart Wallén stod för klippning. Produktionsbolag var AB Sandrew Produktion och distributionsbolag AB Sandrew-Bauman Film. Filmen hade premiär den 30 mars 1946 på konserthusbiografen i Karlskrona. Den var 96 minuter lång och var tillåten från 15 år.
Filmen spelades in mellan maj och augusti 1945 i Sandrewateljéerna i Stockholm samt på orterna Kittelfjäll och Borkan i Vilhelmina kommun och Hålland och Vallbo i Åre kommun. Ytterligare kompletteringar gjordes på okänd ort i november samma år.

## Mottagande
Ödemarksprästen mottogs av negativa recensioner när den utkom. Merparten av recensenterna uppskattade ambitionen och flera enskildheter, men fann filmen som helhet ganska misslyckad.